# Rumi Imre
Rumi Imre (Kalocsa, 1961. július 1. –) építész, (korábban Százhalombatta, Érd, Budapest XXII. kerület, Alsónémedi, Biatorbágy, Apostag, Dunavecse főépítésze), a Pest Megyei Építész Kamara alelnöke és elnökségi tagja 2000-2012 között, a Magyar Zarándokút Egyesület alapító tagja és elnöke 2009-től. A Magyar Építész Kamara Főépítészi Tagozatának elnöke 2024-től.

## Életpályája
Érettségi után a Kőfaragó- és Szobrászipari Vállalathoz került, ahol kiemelt műemlékek felújítása során ismerkedett meg az építészet alapjaival, mely meghatározóvá vált számára. Ezután végezte el a pécsi Polláck Mihály Műszaki Főiskolát 1984-ben, majd a Budapesti Műszaki Egyetem építészmérnöki karán szerzett diplomát 1990-ben.
Az AGROBER tervező irodájában kezdte pályát építész tervezőként 1984-ben, majd szellemi szabadfoglalkozású építész tervezőként dolgozott 1991-ig. Érd polgármesterének felkérésére 1991 – 1992 között a Polgármesteri Hivatal Műszaki Irodavezetőjeként végezte feladatait. Egy év hivatali munka után vállalta el Százhalombatta városi főépítészi megbízatását, amelyet 1998-ig látott el. Közben Érden önkormányzati képviselőként a városfejlesztési bizottság elnöke volt 1994-1998 között. 1999-2000 években megbízott városi főépítész Érden, miközben saját irodájában a Modulus-R építész- és településrendező stúdió vezető tervezőjeként folytatta alkotó munkáját. Tervezői tevékenysége mellett, kis megszakítással, 2001-től 2016-ig Budapest XXII. kerület főépítészeként dolgozott, tizenöt esztendőn keresztül. 2016-ban nyerte el Biatorbágy városi főépítész megbízatását, mely egészen 2024-ig tartott.
Főépítészként az érdi, a budafoki és a biatorbágyi Építészi Tervtanács alapítója és vezetője. A Pest Megyei Építész Kamara alapító tagja és 1996-tól 2012-ig aktív tisztségviselője, kezdetben felügyelő bizottsági tag, majd elnökségi tag, később alelnök. 
A spanyol El Camino többszöri megjárása után zarándoktársaival 2009-ben megalapították a Magyar Zarándokút Egyesületet, amelynek azóta az elnöke. Az Esztergomtól Máriagyűdig vezető Magyar Zarándokút hálózatszerű működésében és fejlesztésében jelentős szerepet vállalt, amelynek eredményeként több ezer zarándok járta be az utat.

## Díjak, elismerések
- Magyar Urbanisztikáért Díj, 1997 - Magyar Urbanisztikai Társaság
- Érdi Építészeti Nívódíj, 2002 - Érd Város Önkormányzata
- Figyelő Építészeti Nívódíj, 2003 Firka Építész Stúdióval
- Pest Megyei Építészeti Nívódíj dicséret, 2007
- "Év Napháza-2007" Építészeti díj
- Kós Károly-díj 2013, a Magyar Zarándokút Egyesület építész csoportjával
- Wéber Antal  Építészeti díj 2019-ben.

## Fontosabb munkái
Építészeti tervezésben:
- Biatorbágy Iharosi kilátó 2019-ben
- Alsónémedi bölcsőde 2016-ban
- Dabas-Sári Kulturális- és Zarándokközpont 2014-ben
- Zarándok-kápolna a Szelidi-tónál 2013-ban
- Hajósi és Solti zarándok kilátó 2013-ban
- Érdi Gesztelyi ház rekonstrukciója (Város-Teampannon Kft-vel, 2010-ben.)
- Érdi új tanuszoda (2008-ban, engedélyezési terv és kiviteli terv.)
- Érdi Gárdonyi Géza Ált. Iskola bővítése és rekonstrukciója (2007-ben, eng. és kiv. terv)
- Törökbálint, Kastély utcai cukrászda (2005-ben engedélyezési terv és kiviteli terv.)
- Érdi Kőrösi Csoma Sándor Ált. Iskola bővítése és rekonstrukciója (2004-ben, kiv. terv)
- Budapest V. Erzsébet téri „Gödör” tervezése (Firka Stúdió Kft-vel 2002-ben.)
- Magyar Posta Országos Logisztikai Központ – Budaörs (2002-ben, eng. terv)
- Profi Áruház átal. és rekonstrukciója – Budapest XXII. ker. (2001-ben, eng. és kiv. terv)
- Ganteline Kft. ügyviteli és üzemi épülete - Érd (2001-ben, eng. terv)
- Profi Áruház átalakítása és rekonstrukciója - Érd (2000-ben, eng. és kiv. terv)
- Százhalombattai temető rekonstrukció és új ravatalozó (1998-ban)
- Családi lakóházak elsősorban Érd, Budapest, Budaörs, Tárnok, Diósd területén.

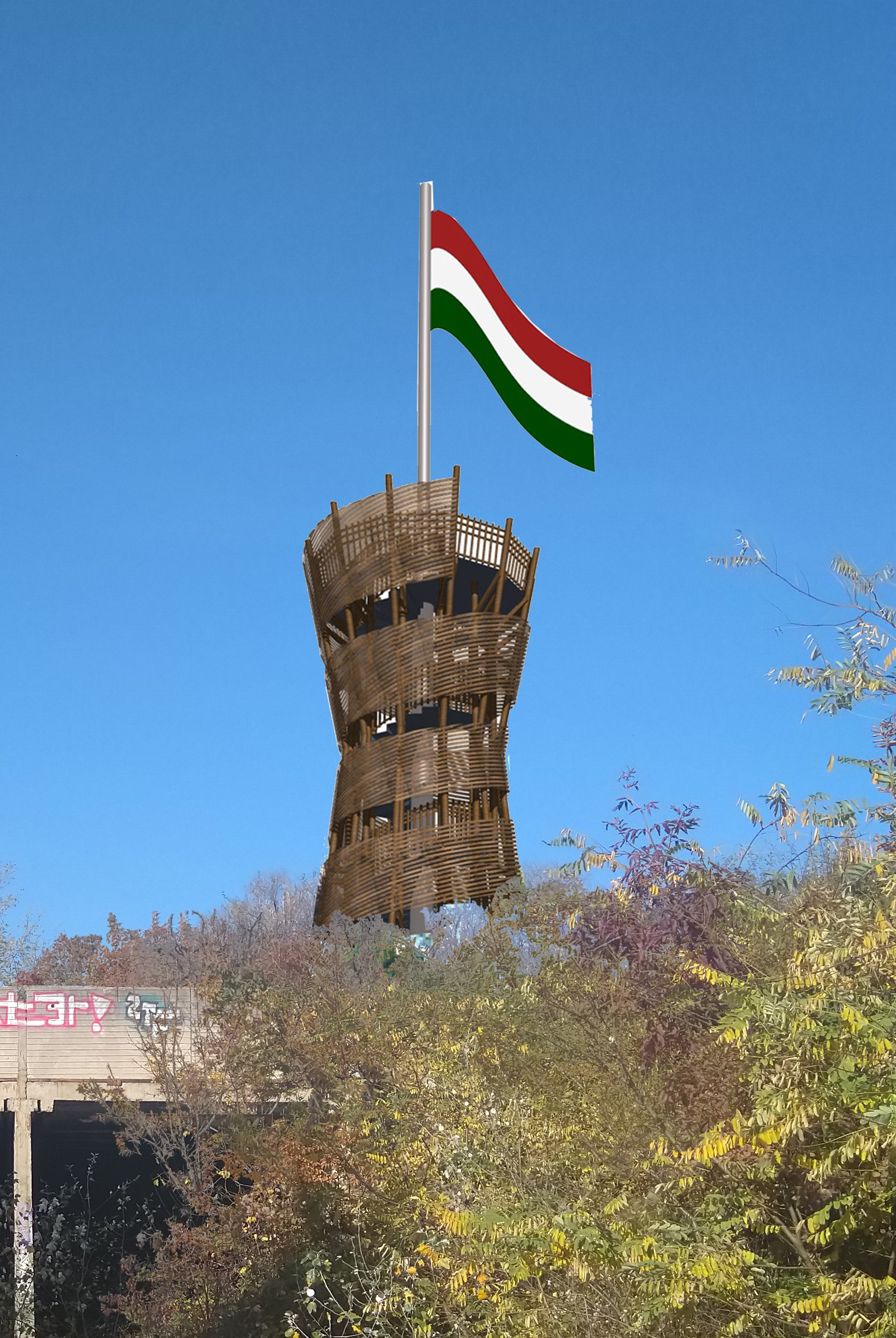
Iharos kilátó Biatorbágy
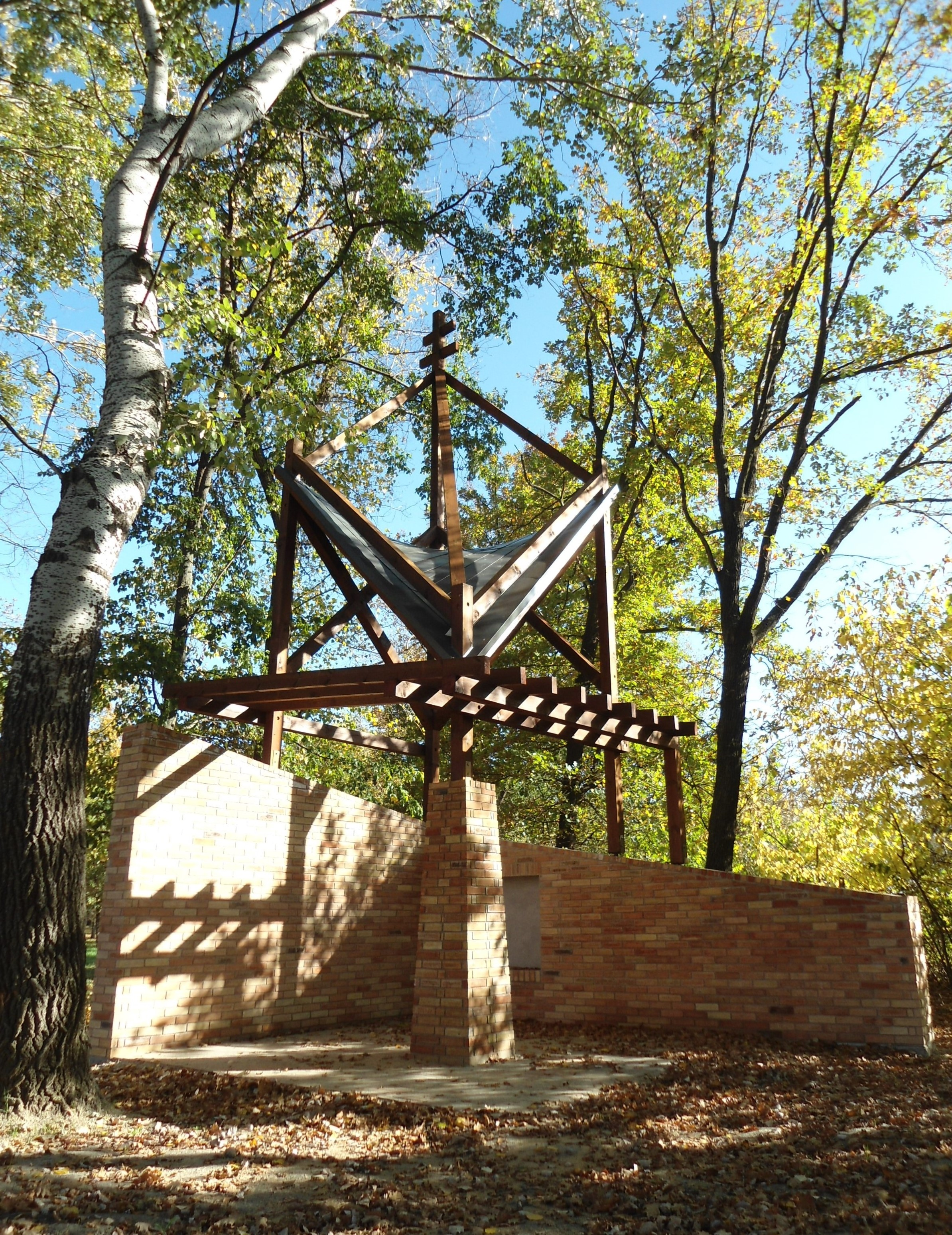
Szelidi-tó
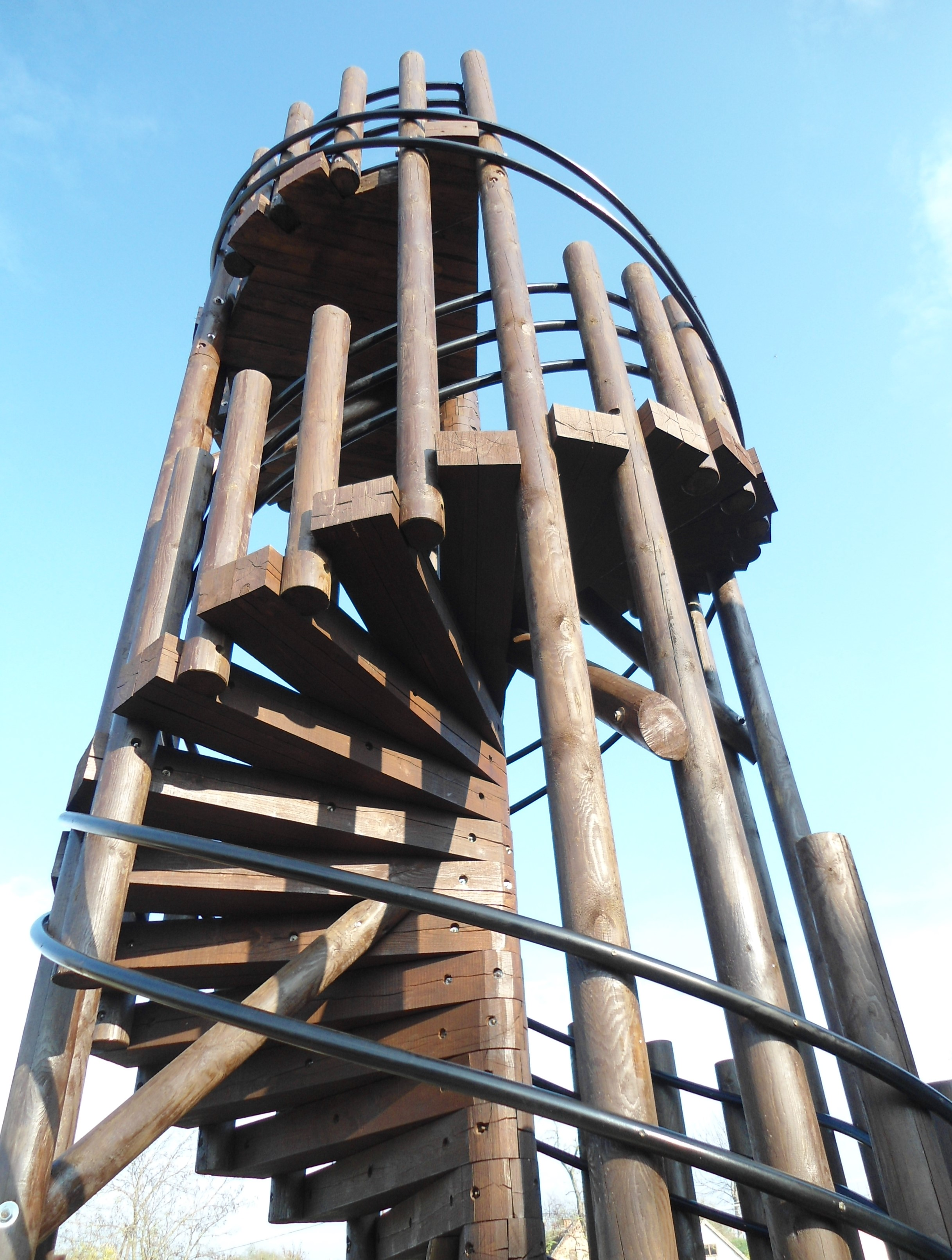
Zarándok kilátó Hajós
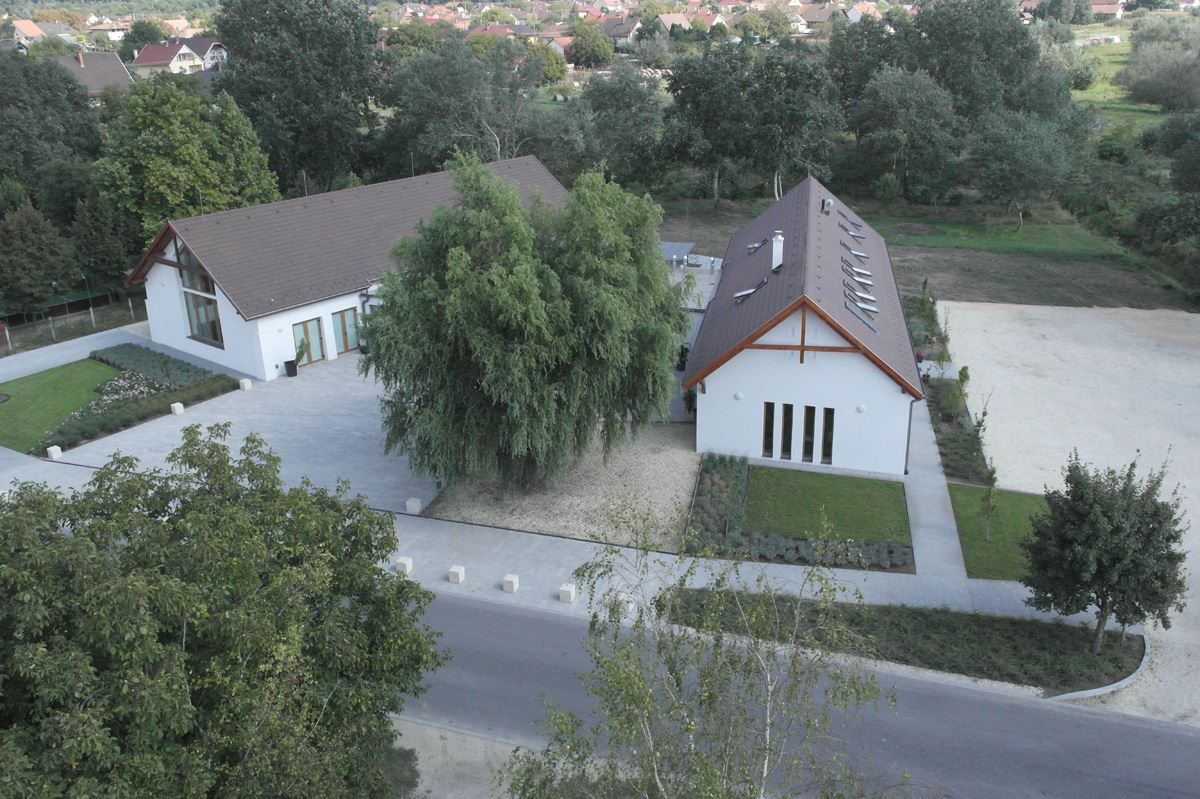
Zarándok-központ Dabas
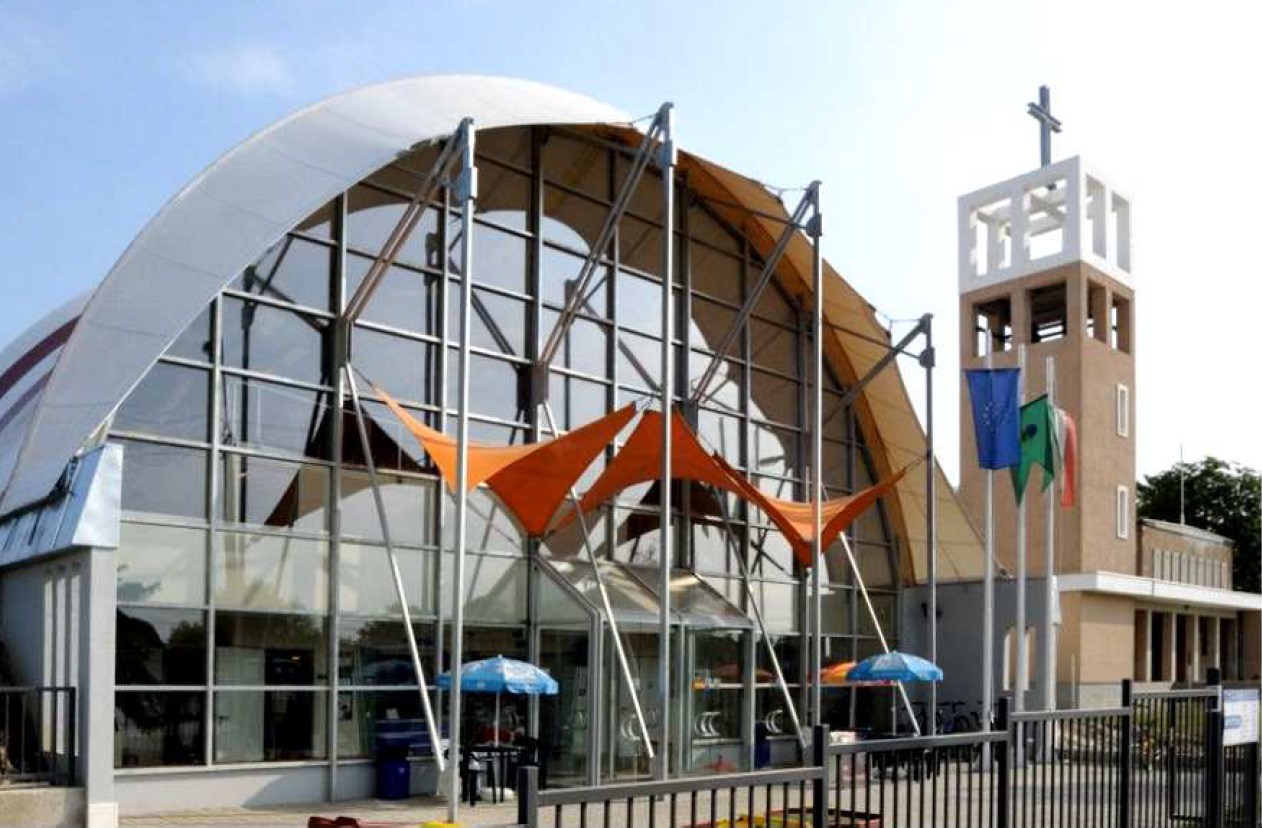
Tanuszoda Érd
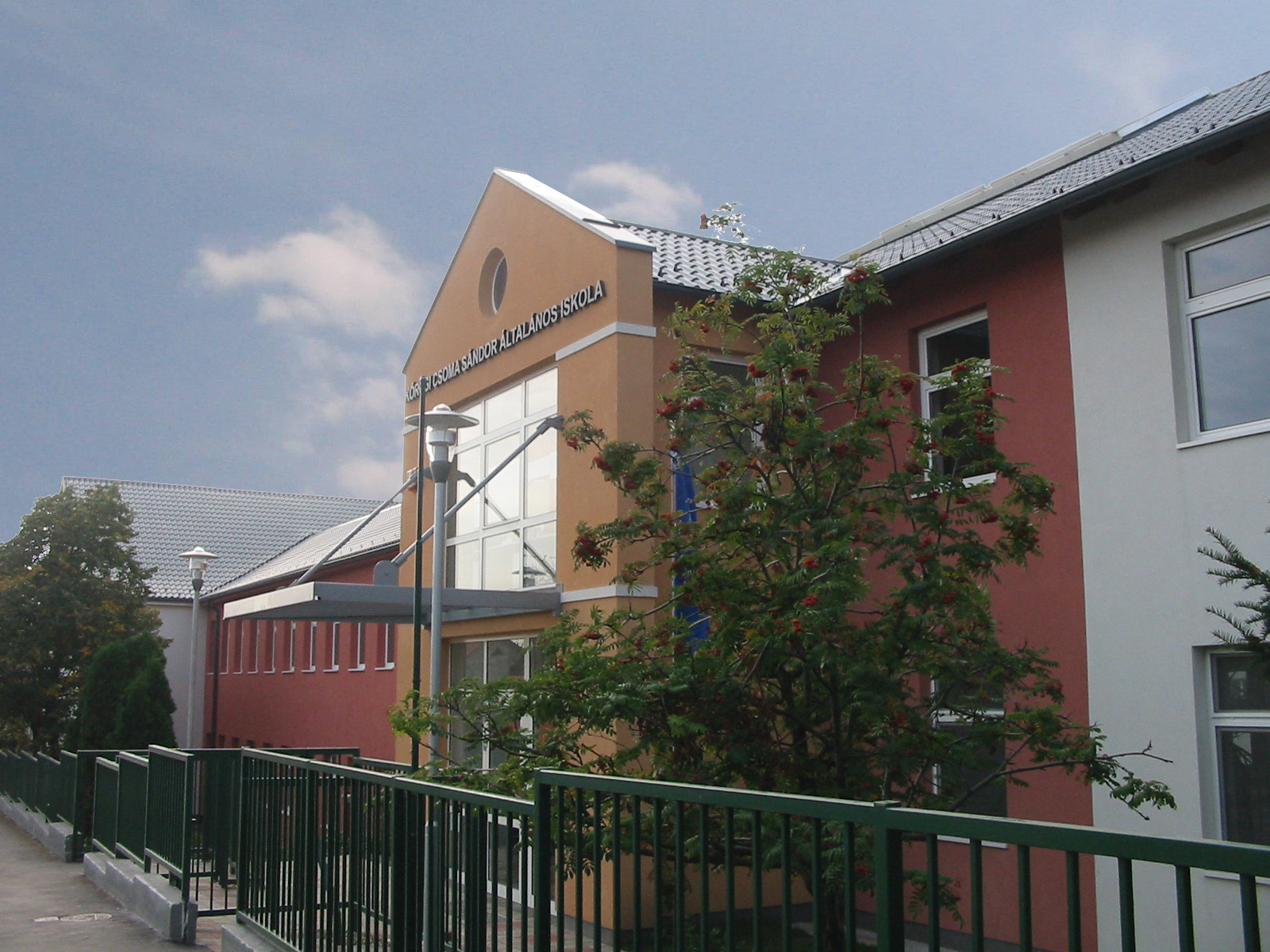
Általános Iskola bővítése Érd
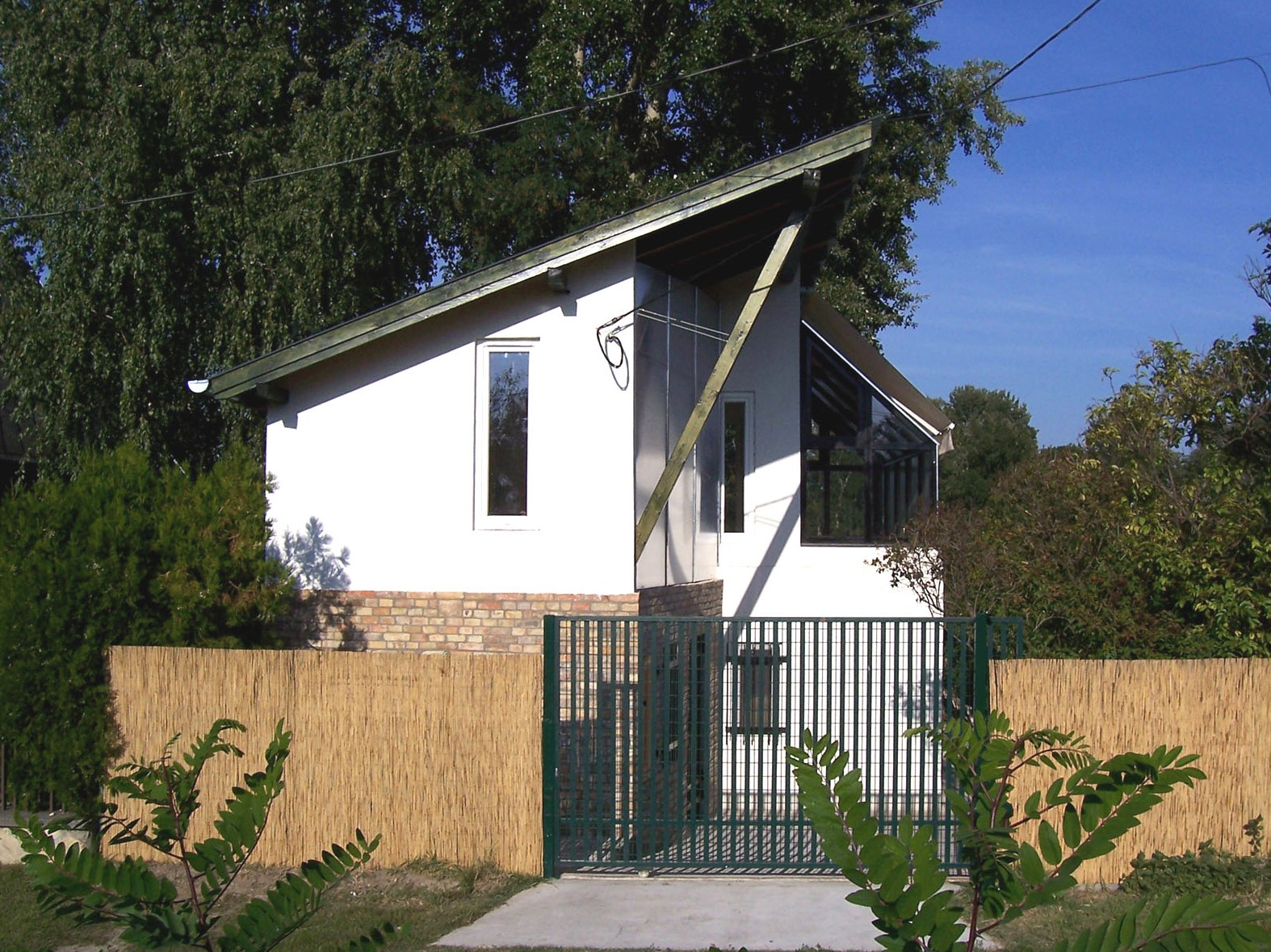
Lakóépület Ráckeve
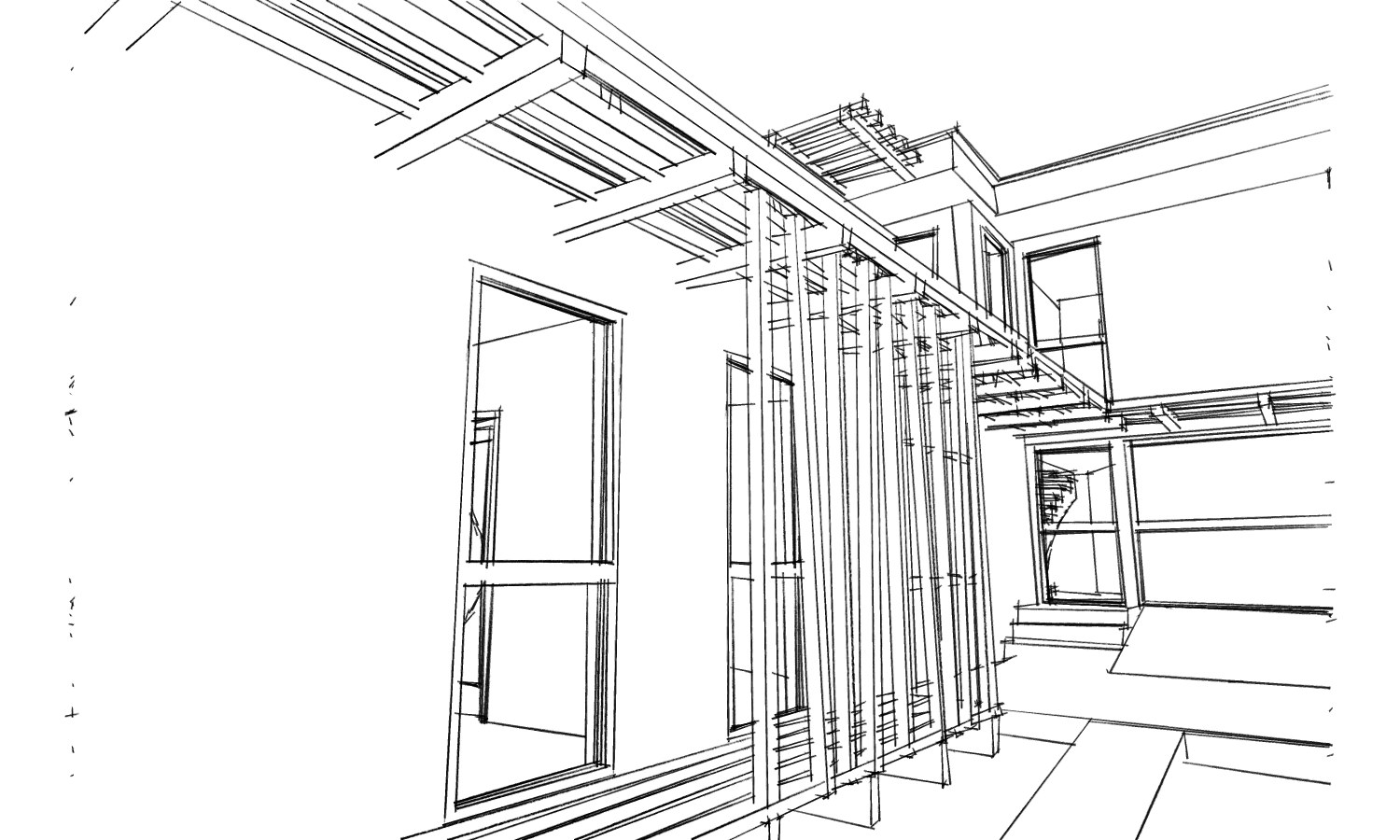
Lakóépület látványterve Biatorbágy

Településrendezési tervezésben:
- Dunavarsány Tó lakópark szabályozási terve (2014-2018)
- Dunavarsány San Rezidence lakópark szabályozási terve (2010-ben)
- Dabas városközponti terület szabályozási terve (2009-ben)
- Dunavarsány Ipari Park bővítés szabályozási terve (2007-ben)
- Budaörs M1-M7 bevezető szakasz környékének szabályozási terve (2006-ban)
- Tárnok Dózsa György úti lakópark szabályozási terve (2004-ben)
- Budafok - Tétény Budapest XXII kerülete Nagytétény – M6 autópálya bevezető szakasza környezetének Kerületi Szabályozási Terv módosítása a Harbor Park területére (2003-ban)
- Budafok - Tétény Budapest XXII kerülete Nagytétény – M6 autópálya bevezető szakasza környezetének Kerületi Szabályozási Terve (2002-ben jóváhagyva)
- Budafok - Tétény Budapest XXII kerülete új Kerületi Városrendezési és Építési Szabályzata, övezeti terve és egyes területeinek szabályozási terve (2002-ben jóváhagyva)
- Érd Bécsi-hegy szabályozási terve (2000-ben)
- Érdi Gazdasági-, Logisztikai Park szabályozási terve (1999-ben)

## Saját publikációk
- Városépítészet az önkormányzatban – Százhalombatta a XX. sz. végén c. könyv
- Érd és térsége – Épített környezet az agglomerációban c. könyv
- Magyar Zarándokút – útikalauz könyv
- Magyar Zarándokút Bács-Kiskun megyei szakasza – útikalauz
- Magyar Zarándokút bemutatása (több részben) epiteszforum.hu
- Jogtalan építészet (több részben) epiteszforum.hu